# 晏玛太
晏玛太（Matthew Tyson Yates，1819年—1888年3月17日）是19世纪来华的著名传教士，属于美南浸信会差会。 
1819年，晏玛太出生于美国北卡罗来纳州。1847年9月，受美南浸信会差遣来到中国上海，同年11月在老北门外建第一浸会堂。传教初期，甚为艰难。
1853年，小刀会占据上海县城，晏玛太坚守邻近战区的教堂，又曾戏剧性地营救驻扎上海的清朝最高官员——苏松太兵备道吴健彰，帮助其从城墙上逃脱。因此在1855年清朝恢复对上海的统治时，帮助他修复了教堂。
1860年美国南北战争爆发后，教会经济来源断绝，晏玛太被迫在工部局及美国领事馆任翻译，1866年－1867年任公董局董事，1868－1869年任工部局董事，且一度任美国驻沪副领事，会审公廨陪审官，同时经营房地产买卖。使得浸信会在上海得以维持，并逐步扩展到江苏省一些地方。
1888年3月17日，晏玛太在上海病逝，享年69岁。
美南浸信会在上海开办的晏摩氏女中、在苏州开办的晏成中学的校名都为纪念晏玛太对该会的贡献而起。晏玛太创办的第一浸会堂旧址位于黄浦区民国路人民路706号，现为进德小学改办的黄浦区第一中心小学。沪江大学内建有以其命名的思晏堂。